# Dima isabellae
Dima isabellae là một loài bọ cánh cứng trong họ Elateridae. Loài này được Dajoz miêu tả khoa học năm 1975.